# Herrenhof (Amt Neuhaus)
Herrenhof (niederdeutsch Herrnhoff) ist ein Dorf im Ortsteil Kaarßen der Gemeinde Amt Neuhaus in Niedersachsen.

## Geographie
Der Ort liegt einen Kilometer nordöstlich von Hitzacker am gegenüberliegenden Ufer der Elbe und ist mit einer Personenfähre mit Hitzacker verbunden.

## Geschichte
Für das Jahr 1848 wird angegeben, dass Herrenhof als Vorwerk zwei Wohngebäude hatte, in denen 39 Einwohner lebten. Zu der Zeit gehörte der Ort zum Amt Hitzacker und war nach Hitzacker eingepfarrt; die Schule befand sich in Bitter. Am 1. Dezember 1910 hatte Herrenhof im Kreis Bleckede 78 Einwohner. Im Rahmen der Gebietsänderungen in Mecklenburg wurde Herrenhof am 1. Juli 1950 nach Kaarßen eingemeindet. Nach der deutschen Wiedervereinigung wechselte der Ort am 30. Juni 1993 aus Mecklenburg-Vorpommern nach Niedersachsen in den Landkreis Lüneburg. Am 1. Oktober 1993 wurde Kaarßen mit Herrenhof in die Gemeinde Amt Neuhaus eingemeindet.